# ワールドラクロス
ワールドラクロス（World Lacrosse）はラクロスを統括する国際競技連盟。2008年に国際ラクロス連盟（ILF）と国際女子ラクロス協会（IFWLA）が合併する形で誕生した。設立はニューヨークで、本部はコロラドにある。2018年11月、東京でのIOC理事会で、IOC承認団体に暫定承認。2019年5月に国際ラクロス連盟（FIL）から名称変更された。

## 歴史

### 国際ラクロス連盟（ILF）
国際ラクロス連盟（International Lacrosse Federation、ILF）は1974年に設立され、男子世界選手権やU19世界選手権を主催していた。

### 国際女子ラクロス協会
国際女子ラクロス協会（こくさいじょし - きょうかい International Federation of Women's Lacrosse Associations IFWLA）は女子ラクロスを世界に普及していた競技団体。1972年に設立。2008年に国際ラクロス連盟（ILF）に吸収合併される形で国際ラクロス連盟（FIL）となった。 
加盟当初はオーストラリア、イングランド、スコットランド、ウェールズ、アメリカ合衆国であったが、後にデンマーク、香港、カナダ、日本、チェコ、ドイツ、ニュージーランドも加盟している。主に女子ラクロス・ワールドカップとU-19世界選手権の開催を運営されている。いずれも4年毎の開催である。
本会員としてイロコイ連邦（ホーデノショーニー、Haudenosaunee）が加盟しており、世界で初めてファースト・ネーション（先住民族）を認知した国際競技連盟となった。

## 加盟国・地域

### 本会員
- オーストラリア
- オーストリア
- バミューダ
- カナダ
- 中国
- チェコ
- デンマーク
- イングランド
- フィンランド
- フランス
- ドイツ
- 香港
- アイルランド
- イロコイ連邦[注釈 1]
- イスラエル
- イタリア
- 日本
- 韓国
- ラトビア
- オランダ
- ニュージーランド
- ノルウェー
- スコットランド
- スロバキア
- スペイン
- スウェーデン
- スイス
- チャイニーズタイペイ[注釈 2]
- タイ
- トルコ
- アメリカ合衆国
- ウェールズ

### 準会員
- アルゼンチン
- ベルギー
- ブルガリア
- コロンビア
- コスタリカ
- クロアチア
- エストニア
- グアテマラ
- ハイチ
- ハンガリー
- ジャマイカ
- ケニア
- マレーシア
- メキシコ
- ペルー
- フィリピン
- ポーランド
- ポルトガル
- プエルトリコ
- ロシア
- セルビア
- シンガポール
- スロベニア
- ウガンダ

その他、新興地域会員の種別もある。

## 主催大会
- 世界ラクロス選手権
- 女子ラクロス・ワールドカップ
- 世界インドアラクロス選手権
- U-19世界ラクロス選手権